# Gladioferens spinosus
Gladioferens spinosus är en kräftdjursart som beskrevs av Henry 1919. Gladioferens spinosus ingår i släktet Gladioferens och familjen Centropagidae. Inga underarter finns listade i Catalogue of Life.